# 马跃 (演员)
马跃（1965年7月16日—），中国演员，身高182cm。最初在总政歌剧团作歌剧演员，1996年开始在中国铁路建筑文工团作歌剧演员、中国戏剧家协会会员。

## 作品列表

### 电视电影作品
- 《中国桥》饰 辛铁安
- 《潜逃》饰 阿冬
- 《谁让咱们是亲戚》（1998年）饰 林志安
- 《若橘若藜》（2000年）饰 于乔
- 《忠魂》（2008年）饰 罗锦辉

### 电影作品
- 《首席执行官》（2002年）饰 常立夏
- 《自新大陆》饰 江栋
- 《我的左手》（2007年）饰 胡小军
- 《權力有限》飾 鄒春齡

### 电视剧作品
- 《苦藤》（1998年）饰 刘宗绪
- 《人间四月天》（1999年）饰 王赓
- 《派出所的故事》（1999年）饰 肖成
- 《光荣之旅》（2000年）饰 程十
- 《女囚》（2000年）饰 刘元凯
- 《五个光头兵》（2001年）饰 雷凤山
- 《走过斑马线》（2001年）饰 汤达
- 《给点阳光就灿烂》（2001年）饰 施乐天
- 《黑洞》（2001年）饰 严明
- 《立案侦查》（2002年）饰 潘文昌
- 《危险进程》（2002年）饰 佟安冬
- 《铿锵玫瑰》（2002年）饰罗大洛
- 《日出》（2002年）饰 方达生
- 《行棋无悔／棋行天下》（2003年）饰 富仲华
- 《目击证人》（2003年）饰 李勇
- 《其实你不懂我的心》（2003年）饰 梁海洋
- 《知情者》（2003年）饰 安权
- 《不弃今生》（2003年）饰 南帆
- 《公安局长3／惊爆局变》（2004年）饰 李佑军
- 《不在犯罪现场》（2004年）饰 米健山
- 《贞观之治》（2005年）饰 唐太宗
- 《生死英雄》（2007年）饰 宋名扬
- 《魔方》（2008年）饰 洪钧
- 《名校》（2008年）饰 张一白

《代号利剑》（2008年）饰 常泳波
- 《江城令》（2009年）饰 杜康 （公安部特别行动小组组长）
- 《红印花》饰 林鹤
- 《康熙情锁金殿》饰 郭琇
- 《无心法师III》（2020年）饰 柳復之
- 《骊歌行》（2021年）饰 皇帝
- 《且試天下》（2022年）饰 青州王 風行濤

## 受奖
- 在第四、五届全军汇演中获表演奖
- 在第五、六届全国青年歌手电视大奖赛中获第二名